# Vladislav Doronine
Vladislav Doronine (appelé aussi Vladimir Doronine, Doronin en anglais ; en russe Владислав Юрьевич Доронин)  est un homme d'affaires et magnat de l'immobilier né le 7 novembre 1962 à Léningrad. Il possède un passeport suédois depuis 1992. Il est le fondateur en 1993 et le président de Capital Group, la première société immobilière de Russie ainsi que de OKO Group (en) fonds basé à Miami et New York.

## Biographie

### Études
Vladislav Doronine est diplômé de l'université d'État de Moscou. Il part travailler en Suisse avec un trader.

### Carrière dans le monde des affaires
Il repart dans son pays natal au début des années 1990 et fonde la société Capital Group (en) dans le but de négocier des matières premières à diverses entreprises. En 1993, Capital Group fait son entrée sur le marché de l'immobilier commercial et bureautique à Moscou. Au fil des années, son portefeuille s'agrandit avec des projets de développements résidentiels porté sur le secteur du luxe. Capital Group a notamment construit son portefeuille en incluant 71 projets résidentiels haut de gamme avec une surface totale de plus de sept millions de mètres carrés.
Vladislav Doronine fait partie d'un consortium qui achète en 2014 Aman Resorts ; après une longue bataille judiciaire en plusieurs étapes l’opposant aux autres investisseurs, il en devient le propriétaire en 2016 et PDG l'année suivante. Le groupe Aman est une holding qui gère une trentaine d'hôtels de luxe, dont l'Amanpuri.
En avril 2015, Vladislav Doronine est en partenariat avec le promoteur immobilier Michael Shvo (en) dans le but d'acquérir pour 500 millions de dollars une grande partie du Crown Building sur la Cinquième Avenue à New York. Sept ans plus tard cette acquisition est inaugurée comme hôtel sous enseigne Aman.

### Vie privée
Une de ses résidences est un penthouse conçu par Massimo Ghini à Capital City, un complexe résidentiel qu'il a développé à Moscou en 2003. Il possède également une villa à Barvikha dans la Roublevka qui a été conçue par l'architecte Zaha Hadid, la Capital Hill Residence. Il est propriétaire d'un appartement de 83,5 millions de dollars à New York dans l'immeuble Time Warner Center. Il est également propriétaire à Londres.
Il divorce en 1998. Il reste connu dans la presse people comme ayant été en couple de 2008 à 2013 avec Naomi Campbell, puis avec Luo Zilin.
Malgré ses origines, il n'est pas considéré comme faisant partie de l'oligarchie russe et possède un passeport suédois depuis 1992. Il est collectionneur d'art contemporain.